# Trampa de Penning

Una versió cilíndrica de la trampa Penning, amb extrems oberts per permetre el flux.

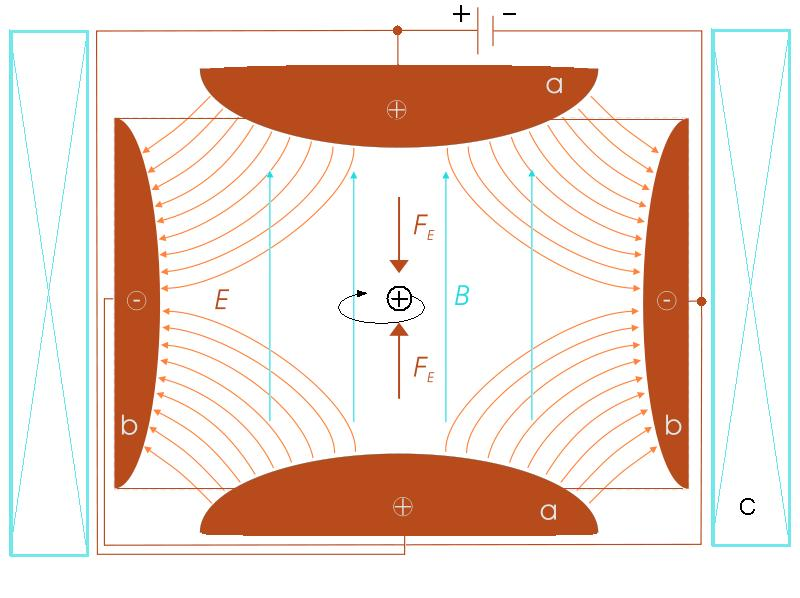
Trampa amb cap elèctrodes a, camp magnètic B, bobina magnètica cilíndrica C, elèctrode d'anell b, camp elèctric E i una partícula carregada positivament. Per a les partícules negatives s'ha d'invertir la polaritat dels elèctrodes.

Una trampa de Penning és un dispositiu per a l'emmagatzematge de partícules carregades utilitzant un camp magnètic axial homogeni i un camp elèctric quadripolar no homogeni. Aquest tipus de trampa s'adapta especialment a mesuraments de precisió de propietats d'ions i partícules subatòmiques estables, com per exemple la massa, rendiments de fissió i relacions de rendiment isomèrics. Un altre exemple són els àtoms de geoni, que s'han creat i estudiat d'aquesta manera, per mesurar el moment magnètic de l'electró. Recentment, aquestes trampes s'han utilitzat en la realització física de la computació quàntica i el processament d'informació quàntica mitjançant l'atrapament de qubits. Les trampes penning s'utilitzen en molts laboratoris d'arreu del món, inclòs el CERN, per emmagatzemar antimatèria com els antiprotons.
La trampa Penning va rebre el nom de FM Penning (1894–1953) per Hans Georg Dehmelt (1922–2017) que va construir la primera trampa. Dehmelt es va inspirar en el vacuòmetre construït per FM Penning on un corrent a través d'un tub de descàrrega en un camp magnètic és proporcional a la pressió. Citant de l'autobiografia de H. Dehmelt:
H. Dehmelt va compartir el Premi Nobel de Física l'any 1989 pel desenvolupament de la tècnica de la trampa d'ions.
Les trampes Penning utilitzen un camp magnètic axial homogeni fort per confinar les partícules radialment i un camp elèctric quadrupol per confinar les partícules axialment. El potencial elèctric estàtic es pot generar mitjançant un conjunt de tres elèctrodes : un anell i dos caps finals. En una trampa Penning ideal, l'anell i les tapes són hiperboloides de revolució. Per atrapar ions positius (negatius), els elèctrodes de la tapa final es mantenen a un potencial positiu (negatiu) en relació amb l'anell. Aquest potencial produeix un punt de sella al centre de la trampa, que atrapa ions al llarg de la direcció axial. El camp elèctric fa que els ions oscil·lin (harmònicament en el cas d'una trampa de Penning ideal) al llarg de l'eix de la trampa. El camp magnètic en combinació amb el camp elèctric fa que les partícules carregades es moguin en el pla radial amb un moviment que traça un epitrocoide.